# Triton (Canada)
Triton is een gemeente (town) in de Canadese provincie Newfoundland en Labrador. Ze is gelegen op Triton Island, een eiland voor de noordkust van Newfoundland.

## Geografie
De gemeente Triton ligt centraal op Triton Island, een klein eiland in Notre Dame Bay op anderhalve kilometer ten noorden van Newfoundland. Het bestaat uit drie plaatsen, namelijk Triton West, Jim's Cove en Card's Harbour. Alle drie deze plaatsen zijn bereikbaar via provinciale route 380.
De plaats Triton West ligt aan Great Triton Harbour, de grote natuurlijke haven in het noorden van het eiland. De volledig met elkaar vergroeide plaatsen Jim's Cove en Card's Harbour liggen aan de zuidkust. Ten oosten van Triton West ligt nog het spookdorp Triton East. 

## Geschiedenis
In 1955 werd de local government community Triton opgericht om een bestuur te voorzien voor de plaatsen Triton West en Triton East. In 1961 fuseerde die gemeente met Jim's Cove-Card's Harbour tot een rural district genaamd Triton-Jim's Cove-Card's Harbour, waardoor de gemeente haar huidige grondgebied verkreeg. In 1980 werden rural districts door de provincieoverheid afgeschaft en omgevormd tot towns. De gemeente veranderde op datzelfde moment haar naam tot kortweg Triton.
In 1968 werd de causeway tussen Triton Island en Pilley's Island aangelegd, waardoor de plaats een groei kende. Alle plaatsen kwamen aan de nieuwe provincieweg te liggen, behalve Triton East. Deze plaats werd daarom in het kader van de provinciale hervestigingspolitiek verlaten.

## Demografie
Demografisch gezien is Triton, net zoals de meeste afgelegen gemeenten in de provincie, aan het krimpen. Tussen 1991 en 2021 daalde de bevolkingsomvang van 1.273 naar 896. Dat komt neer op een daling van 377 inwoners (-29,6%) in dertig jaar tijd.
| Demografische ontwikkeling van Triton tussen 1961 en 2021                  |
| -------------------------------------------------------------------------- |
|                                                                            |
| Bron: Statistics Canada (1961–1986, 1991–1996, 2001–2006, 2011–2016, 2021) |

### Taal
Volgens de volkstelling van 2021 had vrijwel iedereen in Triton het Engels als moedertaal en waren alle anderen die taal machtig. Hoewel niemand het Frans als moedertaal had, waren er vijf inwoners (0,6%) die die andere Canadese landstaal machtig waren.

## Toerisme
De belangrijkste toeristische attractie in de gemeente is het Sperm Whale Pavillion, waar een skelet van een potvis tentoongesteld wordt. Er zijn ook mooie panorama's te zien voor wandelaars langs de Maple Ridge Hiking Trail. Er bevindt zich daarnaast ook een camping.